# Карташов Антон Володимирович
Анто́н Володи́мирович Карташов (рос. Анто́н Влади́мирович Карташёв; нар. 23 липня 1875, Киштим, Пермська губернія, Російська імперія — пом. 10 вересня 1960, Мантон, Франція) — російський журналіст, історик Церкви, теолог. Обер-прокурор Священного синоду Російської православної церкви; міністр сповідань Тимчасового уряду Росії; церковний діяч Російського екзархату Константинопольського патріархату у Франції.
Кандидат богослов'я, доцент (1900) Санкт-Петербурзької духовної академії, професор з історії Росії на російському філологічному відділенні Сорбонни (1922-1939 рр.), доктор церковної історії honoris causa Свято-Сергіївського православного богословського інституту (1944 р.).

## Життєпис
Антон Володимирович Карташов народився 23 липня 1875 року в родині гірничого майстра. Закінчив Пермську семінарію (1894 рік) й Санкт-Петербурзьку духовну академію (1899 рік). В Санкт-Петербурзькій духовній академії викладав історію російської церкви (1900—1905 роки). У Петербурзі захопився літературою та політикою. Після Лютневої революції — на гребні подій. До історії увійшов як останній обер-прокурор Священного Синоду Російської Православної Церкви. У цій якості 1917 року він провів ліквідацію цього державного інституту Російської імперії. Також він передав повноту церковної влади Помісному Собору РПЦ 1917—1918 років.
Про цей період діяльності Карташова український історик Лариса Владиченко пише наступне:
| В липні 1917 р. Тимчасовий Уряд очолив О.Керенський (октябрист) і на посаду обер-прокурора 25 липня 1917 р. був призначений Антон Карташов (кадет). Останній був ініціатором реорганізації обер-прокуратури і зазначеного вище департаменту у Міністерство ісповідань, що власне і відбулося у серпні 1917 р. А.Карташов стає міністром ісповідань. Згідно з положенням, Міністерству належали: справи православної церкви тимчасово в обсязі компетенції колишнього обер-прокурора; справи інославних та іновірних ісповідань в обсязі компетенції відповідного департаменту Міністерства внутрішніх справ, яке діяло до остаточного утвердження радянської влади у 1918 р., яка взяла курс антирелігійної політики. І з цього періоду у Росії релігійними питаннями займалися відповідні органи (нижче ми повернемося до цього питання). |

### Естонський та фінський період
У січні 1919 року утік з Росії до Естонії, де увійшов до уряду Юденича на правах міністра сповідань. Згодом став активним діячем російської еміграції у фіно-угорських країнах півночі Європи — обіймав посаду голови Російського національного комітету у Фінляндії.

### Еміграція до Франції
З Фінляндії виїхав до Франції, де у Парижі став членом єпархіальної ради Великоруського екзархату Вселенської Патріархії. Редагував тижневик «Боротьба за Росію» (рос. Борьба за Россию). Був одним із засновників та професорів Свято-Сергієвського православного богословського інституту у Парижі (1925—1960 роки).

## Наукові праці
- (рос.)Краткий историко-критический очерк систематической обработки русской церковной истории. — СПб., 1903.
- (рос.)Русская церковь в 1904 г. — СПб., 1905.
- (рос.)Воссоздание Св. Руси [Архівовано 1 серпня 2016 у Wayback Machine.]. — Париж, 1956.
- (рос.)Очерки по истории русской церкви, Том 1. [Архівовано 18 вересня 2016 у Wayback Machine.] Том 2 [Архівовано 1 серпня 2016 у Wayback Machine.] — Париж, 1959.
- (рос.)Вселенские соборы. [Архівовано 16 лютого 2020 у Wayback Machine.] — Париж, 1963.